# Китупан
Китупа́н (исп. Quitupan) — посёлок в Мексике, в штате Халиско, входит в состав одноименного муниципалитета и является его административным центром. Численность населения, по данным переписи 2020 года, составила 1466 человек.

## История
Поселение было основано в 1510 году после окончания войны за солончаки. Название Quitupan связано с этим событием, с языка науатль его можно перевести как место заключения договора.
В 1522 году поселение было покорено Алонсо де Авалосом. Позже в деревню прибыл Кристобаль де Олид, подчиняя местные деревни и земли.
В 1530 году поселение перешло в управление Нуньо де Гусмана. В этот же год началась евангелизация местного населения францисканскими монахами: Мартином де Хесусом, Хуаном де Падильей и Мигелем де Болонья.
В 1580 году в поселении проживало 30 семей.
В 1870 году Китупан стал административным центром одноимённого муниципалитета.

## География
Китупан расположен в 150 км к югу от столицы штата, города Гвадалахара, вблизи федеральной трассы 110.

## Население
| Год  | Численность | Численность |
| ---- | ----------- | ----------- |
| 2000 | 1887        | [ 7 ]       |
| 2010 | 1551        | [ 8 ]       |
| 2020 | 1466        | [ 9 ]       |